# Egge Kande
Egge Kande es una líder de comunidad senegalesa que lucha por la educación de las mujeres en Senegal.

## Biografía
En las comunidades africanas de Senegal las abuelas tienen una gran influencia en sus familias y son respetadas por su sabiduría. Desde hace unos años se ha implantado un proyecto denominado the grandmother project, el proyecto de las abuelas, son culturalmente responsables de la socialización de las adolescentes por eso pueden producir cambios en sus comunidades. Este proyecto tiene un programa que da la oportunidad de empoderar a  mujeres mayores para conectar a tres generaciones, debatir y encontrar soluciones autóctonas a los retos a los que se enfrentan las niñas y adolescentes de la comunidad, que se basan en la tradición cultural o en cambios culturales. Además las abuelas cuentan con el respeto de sus hijos, que no las rechazarán. Egge Kande es una de ellas y esta empeñada en que las niñas no dejen de estudiar insistiendo para que no se queden embarazadas. Es la líder comunitaria y su lucha se centra en la educación de las niñas y en contra de la mutilación genital femenina colaborando asimismo con profesoras y profesores en materia de salud sexual y embarazos tempranos.

## Premios y reconocimientos
- En 2016 fue reconocida como Top 100 mujeres más influyentes BBC.[6]